# Daniel 8

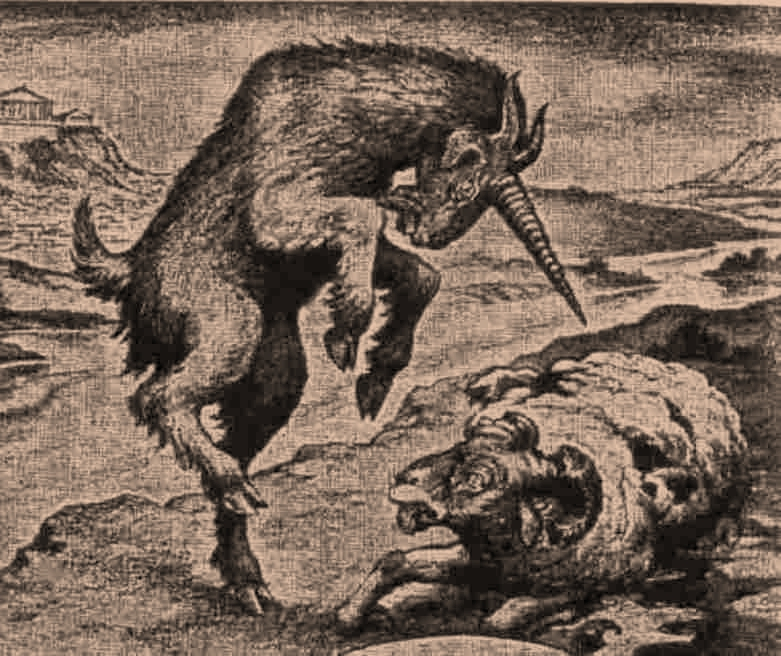
O bode e o carneiro.

Daniel 8 é o oitavo capitulo do Livro de Daniel, no Antigo Testamento. O capítulo é uma narrativa de uma visão do profeta Daniel do carneiro e do bode (é uma alegoria para a transição do domínio do Império persa para o império grego de Alexandre o Grande) o carneiro de dois chifres representa o império persa, com os reis da Média e da Pérsia, e o bode peludo o domínio grego, que seria dividido em quatro partes.